# Neunkirchen, Bernkastel-Wittlich
Neunkirchen là một đô thị ở huyện Bernkastel-Wittlich, trong bang Rheinland-Pfalz, Đô thị Neunkirchen, Bernkastel-Wittlich có diện tích 3,16 km², dân số thời điểm ngày 31 tháng 12 năm 2006 là 132 người.